# Cité des télécoms
La Cité des télécoms è il più grande tra i musei scientifici europei dedicati alle telecomunicazioni e alla loro storia, dagli esordi fino ai nostri giorni. Il parco si trova in Bretagna, nel comune di Pleumeur-Bodou, ed è gestito da Orange, compagnia di telecomunicazioni francese.
Creato nel 1991, si estende su una superficie di 3.000 m², e accoglie ogni anno circa 80.000 visitatori, che possono avere accesso a varie mostre permanenti e temporanee, con esposizione di oggetti e strumenti, allestimenti audio-video, giochi didattici interattivi, ecc., e uno shop a tema.
La Cité fa parte di un complesso più ampio, chiamato Cosmopolis, che comprende anche Le Planétarium de Bretagne, e Le Village Gaulois, una ricostruzione fedele di un villaggio gallico.
Per alcune esposizioni, la Cité opera in partenariato con altre istituzioni, come la Cité des sciences et de l'industrie di Parigi.

## Esposizioni permanenti

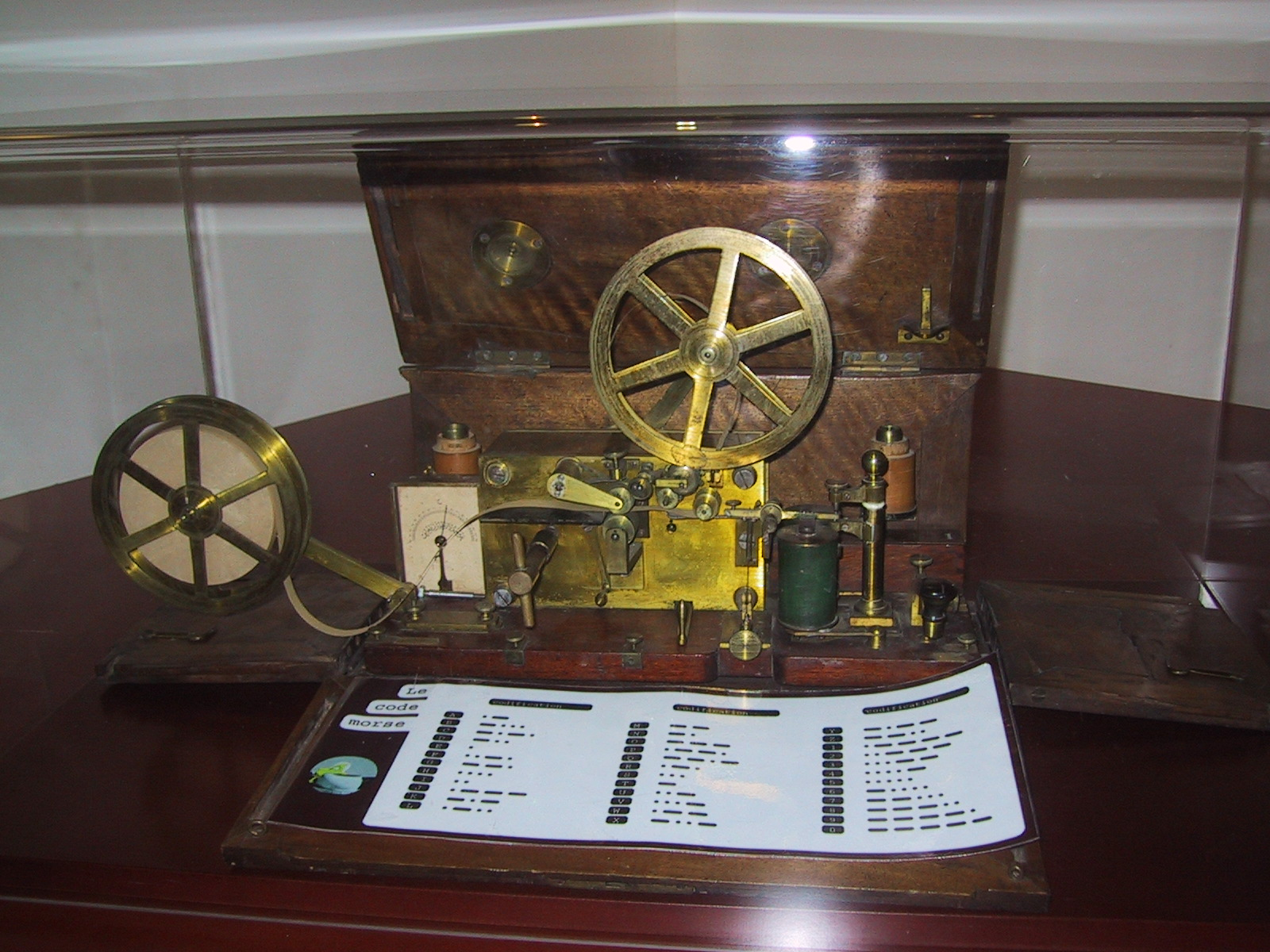
Apparecchio telegrafico Morse in esposizione alla Cité des télécoms

Tra gli allestimenti permanenti, vi sono:
- Les Pères fondateurs, una sezione che permette un incontro ravvicinato con i padri fondatori del campo delle telecomunicazioni, Claude Chappe, Samuel Morse, Guglielmo Marconi, Alexander Graham Bell, i fratelli Auguste e Louis Lumière.
- Le Murmure des Mondes: su uno schermo di 20 m², la proiezione di filmati documentari che raccontano la storia di oltre 150 anni di telecomunicazioni.
- Les Télécommunications sous-marines: la sezione riproduce una vecchia nave oceanografica per la posa dei primi cavi sottomarini. Viene raccontata la storia di questo settore, fino alla posa delle attuali dorsali oceaniche a fibre ottiche.
- Les Radiocommunications: la sezione si occupa della storia delle telecomunicazioni senza fili attraverso onde elettromagnetiche.
- Les Télécommunications spatiales: sezione dedicata alla storia della trasmissione dati per mezzo di satelliti.
- Tout capter: sezione dedicata alla nascita e allo sviluppo della telefonia cellulare.
- La réalité virtuelle:, questa sezione permette di sperimentare direttamente situazioni di interattività in ambienti di realtà virtuale.
- Le Jardin des Sciences, spazio ludico-educativo totalmente interattivo dedicato al tema delle telecomunicazioni e indirizzato all'infanzia (6-12 anni)

## IlRadôme
Elemento caratterizzante del paesaggio è l'emergenza architettonica del gigantesco radome, appartenuto al Centro di telecomunicazioni spaziali di Pleumeur-Bodou, che domina l'intero complesso con la sua mole di 64 metri di diametro e 50 di altezza.
L'involucro esterno ospita un'antenna di trasmissione a tromba e riflettore (PB1) realizzata nel 1962 nell'ambito del progetto di trasmissioni satellitari Relay. Con questa antenna, l'11 luglio 1962, fu realizzato il primo esperimento di mondovisione, con la trasmissione video in diretta tra gli Stati Uniti e l'Europa. L'antenna e il radôme sono rimasti in uso fino al 1985, anno della loro dismissione.
Nel 2000 il radome è stato riconosciuto monument historique e classificato Edifice XXe siècle.